# Azza Besbes

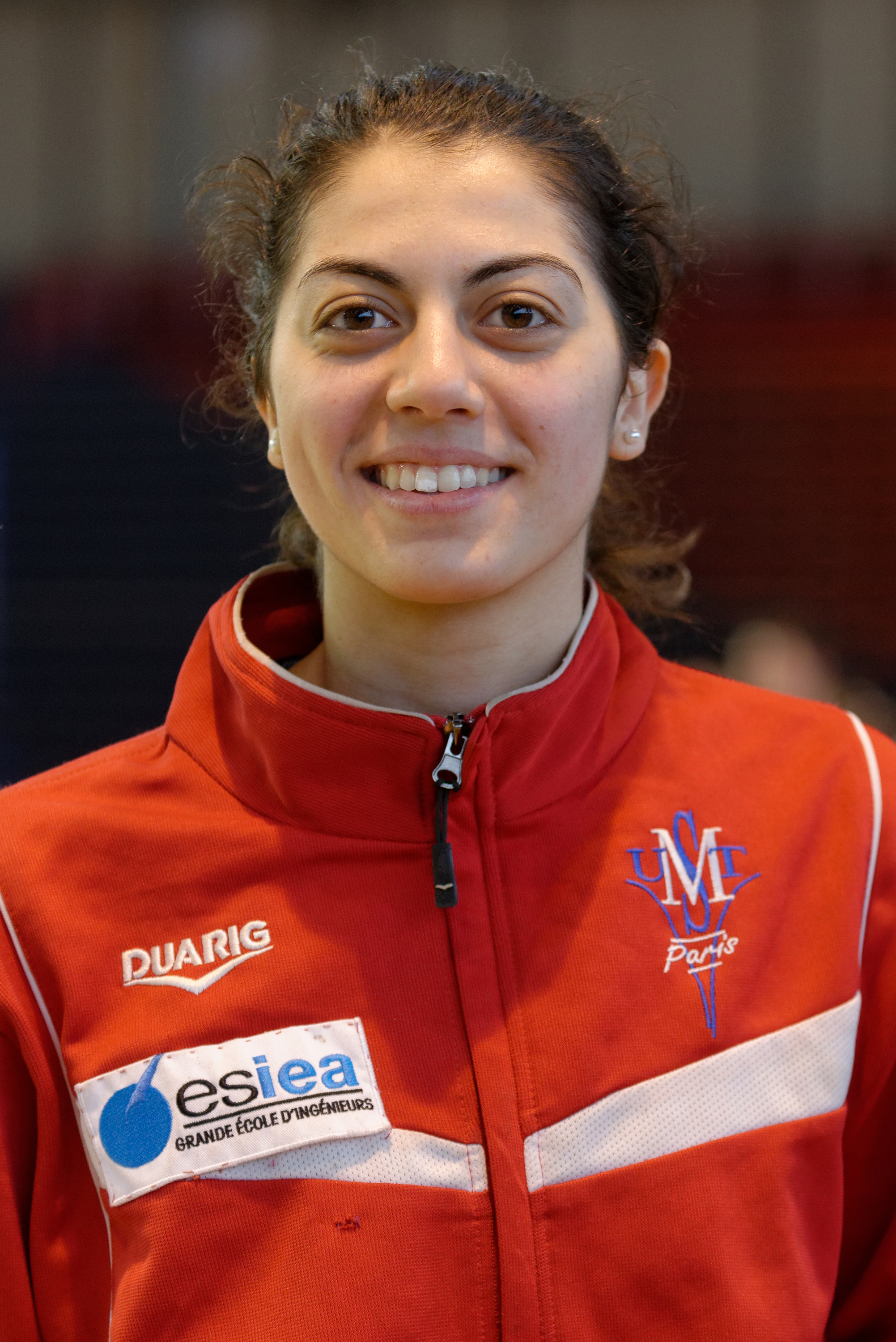
Azza Besbes (2013)

Azza Besbes (arabisch عزة بسباس; * 28. November 1990 in Abu Dhabi) ist eine tunesische Säbelfechterin.

## Leben
Sie ficht für den ZSKA Moskau. Ihre Geschwister Hela, Sarra und Ahmed Aziz fechten ebenfalls erfolgreich.

## Erfolge
Besbes trainiert in Frankreich beim Cercle d’escrime d’Orléans. Erste Ranglistenpunkte sammelte sie im Frühjahr 2006 mit Rang 27 bei der Juniorenweltmeisterschaft in Taebaek. Im Jahr darauf erreichte sie im Rahmen der gleichen Veranstaltung in Belek bereits den fünften Rang und wurde drei Monate später in Algier Zweite der Afrikaspiele.
Im April 2008 wurde sie in Casablanca Afrikameisterin. Als bestplatzierte afrikanische Athletin in der Weltrangliste qualifizierte sie sich für die Olympischen Sommerspiele 2008 in Peking. Dort drang die 17-Jährige als erste afrikanische Athletin überhaupt in der Geschichte des olympischen Damenfechtens ins Viertelfinale vor, wo sie knapp mit 14:15 der US-Amerikanerin Rebecca Ward unterlag.
Bei den Weltmeisterschaften 2010 in Paris erreichte sie den siebten Platz,
bei den Weltmeisterschaften 2011 in Catania den neunten Platz.
2012 nahm sie erneut an den Olympischen Spielen in London teil, sie verlor im Achtelfinale gegen Dagmara Wozniak aus den USA 13:15 und belegte den neunten Platz.
2009, 2011, 2012, 2013, 2014, 2015, 2016 und 2017 wurde sie jeweils erneut Afrikameisterin.
Bei der WM 2017 in Leipzig errang sie die Silbermedaille.